# 速度瞬心
速度瞬時中心簡稱速度瞬心，是指某個时刻，一个物体在运动時它的內部的某個點的速度为零。例如，车轮在地面上沿直线轨道作无滑动的滚动，因为车轮和地面间不滑动，所以车轮上与地面接触的点在这一時刻的速度为零。一般情况下，任一作平面运动的图形在每一時刻都存在唯一一个速度等于零的点。